# شانه‌موش لوئیس
شانه‌موش لوئیس (نام علمی: Ctenomys lewisi) نام یک گونه از سرده شانه‌موش است.